# نمازخانه گریگور مقدس، شاهاپونک
نمازخانه گریگور مقدس، شاهاپونک (ارمنی: Սուրբ Գրիգոր մատուռ (Շահապոնք)؛ انگلیسی: Shahponk St. Gregory) یک نمازخانه متعلق به کلیسای حواری ارمنی واقع در شهر شاهاپونک، جمهوری خودمختار نخجوان جمهوری آذربایجان می‌باشد. ساخت و ساز این ساختمان در سده ۱۷ام میلادی؛ به پایان رسید. این بنا به سبک معماری ارمنی طراحی شده‌است.